# Саждена чайка
Саждена чайка (Ichthyaetus hemprichii) е вид птица от семейство Laridae.

## Разпространение и местообитание
Разпространен е в Джибути, Египет, Еритрея, Йемен, Иран, Катар, Кения, Мозамбик, Обединените арабски емирства, Оман, Пакистан, Саудитска Арабия, Сомалия, Судан и Танзания.